# Unidad de Planeación Minero-Energética
La Unidad de Planeación Minero Energética -UPME es una unidad administrativa especial, de carácter técnico, adscrita al Ministerio de Minas y Energía (Colombia) y que tiene como objetivo la planeación integral, indicativa, permanente y coordinada, con las entidades públicas y privadas del sector minero energético, el desarrollo y aprovechamiento de los recursos energéticos y mineros, la producción y divulgación de la información minero energética requerida.

## Historia
Debido a la círis del modelo eléctrico por el racionamiento de 1992 –1993, los legisladores se ven en la obligación de establecer un esquema de planeación del sector, así como la determinación de criterios orientados a la formulación de planes, que garanticen la satisfacción de los requerimientos energéticos de la sociedad.
Así, después del decreto 2119 de 1991 se crea la UPME, otorgándole naturaleza jurídia, funciones, autonomía, recursos presupuestales y régimen jurídico mediante la ley 143 de 1994.

## Estructura
1. Dirección General
2. Secretaría General
3. Oficina de Gestión de la Información
4. Oficina de Gestión de Proyectos de Fondos
5. Subdirección de Minería
6. Subdirección de Energía Eléctrica
7. Subdirección de Hidrocarburos
8. Subdirección de Demanda
9. Órganos de Asesoría y Coordinación

## Entidades Adscritas
1. MINMINAS. Ministerio de Minas y Energía de Colombia.
2. MINAMBIENTE. Ministerio de Ambiente y Desarrollo Sostenible de Colombia.
3. MINTRANSPORTE. Ministerio del Transporte de Colombia.
4. SGC. Servicio Geológico Colombiano.
5. ANH. Agencia Nacional de Hidrocarburos.
6. SUPERSERVICIOS. Superintendencia de Servicios Públicos Domiciliarios.
7. CREG. Comisión de Regulación de Energía y Gas.
8. ECOGAS. Empresa Colombiana de Gas
9. ECOPETROL. Empresa Colombiana de Petróleos.
10. ICONTEC. Instituto Colombiano de Normas Técnicas y Certificación.
11. IPSE. Instituto de Planificación y Promoción de Soluciones Energéticas para las Zonas No Interconectadas.
12. IDEAM. Instituto de Hidrología, Meteorología y Estudios Ambientales.
13. DANE. Departamento Administrativo Nacional de Estadística.
14. CARDER. Corporación Autónoma de Risaralda.
15. CORPONARIÑO. Corporación Autónoma de Nariño.
16. COLCIENCIAS. Instituto Colombiano para el Desarrollo de la Ciencia y la Tecnología.
17. ANDI. Asociación Nacional de Empresarios de Colombia.
18. FEDESARROLLO. Fundación para la Educación Superior de Colombia.
19. FONDAE. Fondo Financiero de Proyectos de Desarrollo.
20. BANCOLDEX. Banco de Comercio Exterior de Colombia S.A.
21. ISAGEN S.A. E.S.P.
22. ISA. Interconexión Eléctrica S.A. E.S.P.
23. ECI. JULIO GARAVITO. Escuela Colombiana de Ingeniería Julio Garavito.
24. UDISTRITAL. Universidad Distrital Francisco José de Caldas.
25. EAFIT. Universidad Eafit.
26. UN. Universidad Nacional de Colombia.